# Route et Déroute
Pour plus de détails, voir Fiche technique et Distribution.
Route et Déroute, ou Destination vacances au Québec (titre original : Getting There) est un film américain réalisé par Steve Purcell, sorti directement en vidéo en 2002.

## Synopsis
Taylor et Kylie accompagnées de leurs amis veulent se rendre aux Jeux olympiques d'hiver qui se déroulent aux États-Unis en 2000 mais encore faut-il y arriver... Leur voyage sera semé d’embûches jusqu'à enfin arriver à destination. Il va leur arriver tout un tas de problèmes : louper l'avion, se tromper de bus, etc., mais aussi des histoires d'amour pas toujours simples.

## Fiche technique
- Titre : Route et Déroute
- Titre original : Getting There
- Titre québécois : Destination vacances
- Réalisation : Steve Purcell
- Scénario : Michael Swerdlick
- Production :
- Sociétés de production : Dualstar Entertainment Group et Tapestry films
- Musique : Michael Pagnotta, Tracy Hurley
- Photographie : Brian Sullivan, James LeGoy, David Lewis
- Montage :
- Décors :
- Costumes : Laurel Goddard Thomas, karla Stevens, Margo Rombough
- Pays d'origine : États-Unis
- Format :
- Genre : Comédie/Jeunesse/Aventures
- Durée : 90 minutes
- Date de sortie : 2002

## Distribution
- Ashley Olsen (VQ : Bianca Gervais) : Taylor Hunter
- Mary-Kate Olsen (VQ : Bianca Gervais) : Kylie Hunter
- Billy Aaron Brown : Danny
- Heather Lindell (VQ : Aline Pinsonneault) : Jenn
- Jeff D'Agostino (VQ : Olivier Visentin) : Toast, Joshua
- Talon Ellithorpe (VQ : Joël Legendre) : Sam
- Holly Towne (VQ : Christine Bellier) : Lyndi
- Alexandra Picatto : Charly
- Jason Benesh : Alexander "Allex" Reisher
- Janet Gunn (VQ : Anne Bédard) : Pam Hunter, la mère de Kylie et Taylor
- William Bumiller (VQ : Daniel Picard) : Gary Hunter, le père de Kylie et Taylor
- Ricki Lopez : Juan
- Shelley Malil : Raj
- Marcus Smythe : Mr Simms